# Pycnomerus doelloi
Pycnomerus doelloi là một loài bọ cánh cứng trong họ Zopheridae. Loài này được Brethes miêu tả khoa học năm 1921.